# La Possession du monde
La Possession du monde est un essai de Georges Duhamel publié au Mercure de France en 1919.

## Historique
L'écriture du livre est commencée durant l'année 1917 et sera terminée à l'automne 1918. L'essai paraît à la fin de l'hiver 1919 après le succès et la reconnaissance de Georges Duhamel due à l'obtention du prix Goncourt en 1918 pour son roman-témoignage Civilisation.
La Possession du monde est dédié à son fils Bernard Duhamel (1917-1996), futur chirurgien-pédiatre.

## Résumé
Cet essai de Georges Duhamel est, comme Vie des martyrs (1917) et Civilisation (1918), également le fruit de son expérience de médecin-chirurgien durant la Première Guerre mondiale tout d'abord derrière les lignes du front puis en retrait dans les hôpitaux à l'arrière. Cependant, contrairement aux deux ouvrages précédents, il ne traite pas directement de la guerre et de ses massacres, mais s'attache aux raisons spirituelles de lutter, de continuer à espérer et de croire en l'Homme, même aux heures les plus noires, au-delà de la foi religieuse (Georges Duhamel n'est pas croyant) en cherchant d'autres formes de mysticisme et de refuges (l'art – en particulier la musique que l'auteur découvre et se met à pratiquer alors qu'il sert dans les « autochirs » –, la beauté, le cœur et la fraternité).

## Éditions
- Mercure de France, Paris, 1919, rééd. 1947, 1964[3].
- Nabu Press, 2010  (ISBN 978-1-141-48560-4).